# Saint Ann Parish
Saint Ann ist der größte Landkreis auf Jamaika. Er liegt an der Nordküste der Insel im County Middlesex. Die Hauptstadt ist Saint Ann’s Bay. Saint Ann wird wegen der Schönheit der Natur auch the Garden Parish of Jamaica genannt, es ist der Geburtsort der Reggaesänger Bob Marley (geboren in Nine Miles) und Burning Spear sowie des Nationalhelden Marcus Mosiah Garvey.

## Geschichte
Saint Ann wurde bereits ab 600 bis 650 vor Christus besiedelt. Es wird angenommen, dass es das älteste Siedlungsgebiet der Arawak (auch Taíno genannt) auf Jamaika ist.
Christoph Kolumbus landete 1494 bei seinem ersten Fahrt an der Küste von Saint Ann. Sevilla la Nueva war die erste spanische Ansiedlung auf der Insel, dort entstanden noch vor 1526 die ersten Zuckermühlen. Es wurde die dritte Hauptstadt, die Spanien in Amerika aufbaute. 
Nach der Eroberung Jamaikas durch die Engländer 1655 entwickelte sich Saint Ann’s Bay langsam zu einem Fischereihafen. Das Gebiet wurde nach Anne Hyde, der ersten Frau Jakob II. von England, benannt. 1770 verlor es einen Teil seiner Fläche an das benachbarte Trelawny Parish.
1960 begann der Ausbau Ocho Rios zu einer modernen Stadt. Dazu gehört auch ein Tiefwasser-Pier, der zur Verschiffung von Bauxit eingesetzt wird.

## Geographie
Saint Ann grenzt im Süden an Clarendon Parish und Saint Catherine Parish, im Osten an Saint Mary Parish und an Trelawny Parish im Westen. Auf 1213 km² lebten hier 2001 168.726 Menschen.
Die höchste Erhebung ist mit 762 Meter der Dry Harbour Mountain. Im Kalksteinuntergrund finden sich 59 größere Höhlen und zahlreiche Dolinen. Die wichtigsten Flüsse sind Dunns, Negro, St Ann, Great, Roaring, Cave und Pedro, die alle erst kurz vor der Küste entspringen. Einzig der White River ist mit 27,4 km etwas länger.

## Wirtschaft
Die wichtigsten landwirtschaftlichen Erzeugnisse sind Bananen, Piment, Kokosnüsse, Kaffeebohnen, Getreide, Ingwer, Süßkartoffeln, Yams und Annatto. Es werden auch Zitrusfrüchte und Sisal-Agave angebaut, Rinderzucht, Pferde- und Schweinehaltung spielen ebenfalls eine wichtige Rolle. Die Landwirtschaft ist rückläufig, da immer mehr Platz für Gebäude benötigt wird.
1942 wurde Bauxit entdeckt, das seit 1953 von Reynolds Jamaica Mines Ltd und Kaiser Aluminum abgebaut wird. Kaiser Aluminum ist einer der größten Steuerzahler des Landes.
Tourismus ist die wichtigste Einnahmequelle in Saint Ann. Ochio Rios ist eines der wichtigsten Touristenziele im Land, bekannt durch die Dunn’s-River-Wasserfälle und viele Strände. Zahlreiche Hotels befinden sich in der Stadt und im Umland.